# 盧比 (卡羅維發利州)

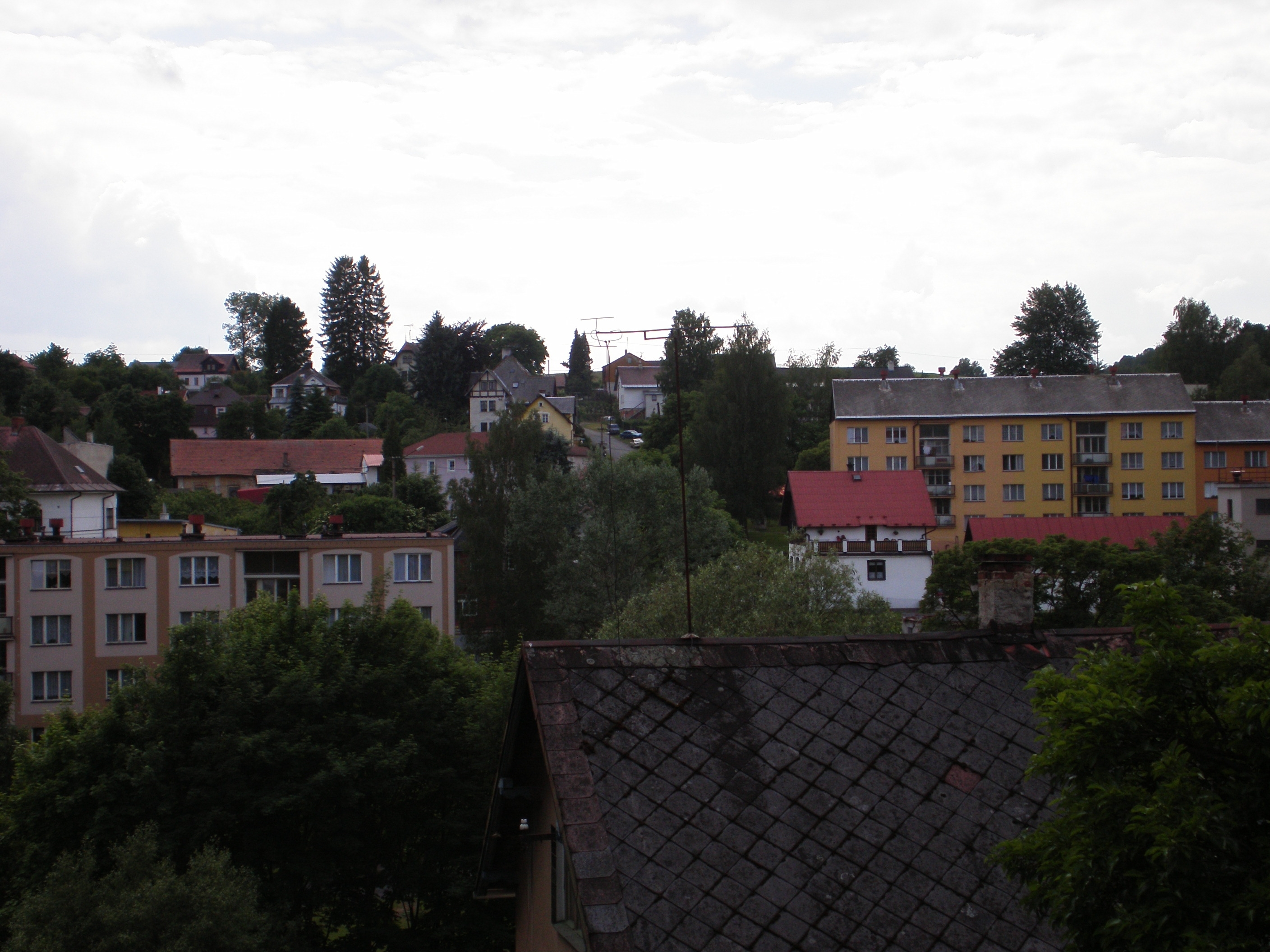

盧比是捷克的城鎮，位於該國西部，距離海布20公里，由卡羅維發利州負責管轄，面積30.71平方公里，海拔高度518米，該鎮附近有汞礦，2005年人口2,515。

## 外部連結
- Municipal website （页面存档备份，存于）